# Galloromma agapa
Galloromma agapa is een vliesvleugelig insect uit de familie Gallorommatidae. De wetenschappelijke naam is voor het eerst geldig gepubliceerd in 1979 door Kozlov & Rasnitsyn.